# 文田博資
ヒロスケ（文田博資、ふみた ひろすけ）は、大阪府大阪市出身のロック系のシンガーソングライター。

## 人物
1951年11月1日大阪生まれ。中１の頃ビートルズやベンチャーズに憧れ、ギターを手にし、特にビートルズの歌を真似始め、自室で「HELP！」を歌った際、母が歌とは思えず慌てて飛んでくる。
高校時代はエレキバンドを結成。一度はデザイナーになろうと決意するも、デザイン学校を卒業する20歳の頃に、再びロックへ。
バンド活動を続けながら、役者や夜警、ジャズスナックのウェイター等も経験。
アメリカ映画や小説に傾倒していて、曲作りのインスピレーションとして、中でもピート・ハミルやアーウィン・ショーなどの小説にはハマっていた。詞の影響は、ジョン・レノン、ボブ・ディラン、トム・ウェイツ等もあり、楽曲風としてはレオン・ラッセルもあったと言われ、実際ラッセルの「A Song for You」などはライブで歌ってもいた。
音楽を続けるかどうかの一か八かのケジメとして、ニッポン放送「ライオンフォーク’79」を受け、幸いにもグランプリを獲得。その直後、フォーライフ・レコード「GM&GMオーディション」でもグランプリを獲得し、ヒロスケとしてフォーライフレコードより28歳でデビュー。
1980年代に活動し、アルバム2枚とシングル5枚を製作。
ハスキーボイス（あるいはバンド仲間からは「顔に似合わない”悪ガキボイス”」との声も（笑））でブルース調、ソウル風、AORテイストも強い。
1980年のデビュー曲「いくつもの星が流れ」は、1993年に西城秀樹によってシングルのA面としてカバーされる。その他にも、多くの歌手がこの曲をライブなどでカバーしている。
朝日放送のドラマ「ザ・ハングマン」のエンディング「あ・れ・か・ら」が名曲と評価が高い。これも多くの歌手がカバー。彼は同番組の第42話「リモコン・ヘリ空爆処刑」(1981年9月4日放送）にて、白石コウジ役でゲスト出演している。
タレントの兵藤ゆきと1996年一月に結婚。その際、彼の母からの提案で「向こうさんはお姉さんしかいないので、向こうさんが文田姓を名乗ると、兵藤家が途絶えてしまうので、あなたが向こうさんの苗字を取ったら？」を受け入れ、本名を兵藤博資とする。同年四月に長男が誕生（早過ぎる?）。母の思いやりが実り、その子も「兵藤」！
それ以前の1992年に、それまで読んだ小説の風景を実際に見たくてニューヨークに留学ーー観光旅行ではなく。すぐにいくつものジャズクラブに通い始める。ところが、大学で受ける社会学の興味が高まり、長期の留学になってしまい、やがて博士号課程まで進む。十年後、2002年からNY市立大学BMCC校で講師として教鞭を任され、そして博士号を得た後、助教授として教鞭を続ける。なので90年代以降の日本の事情（音楽や芸能）には疎い。2020年に引退し、帰国。

## ディスコグラフィ
すべてヒロスケ名義。
すべてフォーライフ・レコードより発売。

### シングル
| 発売日        | 面 | タイトル               | 作詞     | 作曲     | 編曲     | 規格 | 規格品番 |
| ------------- | -- | ---------------------- | -------- | -------- | -------- | ---- | -------- |
| 1980年3月21日 | A  | いくつもの星が流れ     | 文田博資 | 文田博資 | 石田長夫 | EP   | FLS-1068 |
| 1980年3月21日 | B  | また 涙 あふれ         | 文田博資 | 文田博資 | 石田長夫 | EP   | FLS-1068 |
| 1980年8月21日 | A  | サマータイムブルース   | 文田博資 | 文田博資 | 水谷公生 | EP   | FLS-1080 |
| 1980年8月21日 | B  | センチメンタル夜行列車 | 文田博資 | 文田博資 | 水谷公生 | EP   | FLS-1080 |
| 1980年12月5日 | A  | あ・れ・か・ら         | 文田博資 | 文田博資 | 市川秀男 | EP   | 7K-9     |
| 1980年12月5日 | B  | I'M A HOBO,風来坊      | 文田博資 | 文田博資 | ヒロスケ | EP   | 7K-9     |
| 1982年2月5日  | A  | バースデイカード       | 文田博資 | 文田博資 | 佐藤準   | EP   | 7K-52    |
| 1982年2月5日  | B  | Hot ため息             | 文田博資 | 文田博資 | 佐藤準   | EP   | 7K-52    |
| 1982年6月21日 | A  | 哀愁ツイスト           | 康珍化   | 文田博資 | 後藤次利 | EP   | 7K-64    |
| 1982年6月21日 | B  | Sweet Devil Woman      | 康珍化   | 文田博資 | 後藤次利 | EP   | 7K-64    |

### アルバム

#### オリジナル・アルバム
| 発売日         | タイトル | 規格 | 規格品番 |
| -------------- | --- | ---- | -------- |
| 1980年4月21日  | Comming Soon A面 1. I’m So Blue 2. 遠まわり 3. あの娘にゃかたなし 4. 深夜営業午前二時 5. Love Song B面 1. ブラッディー・マリー 2. Lord, Have Marcy 3. 今宵そぞろ歩けば 4. Man & Woman 5. いくつもの星が流れ | LP   | FLL-5040 |
| 1980年12月21日 | 風来坊（Who Lie Bow）〜Song for stranger〜 | LP   | 28K-9    |

#### オムニバス・アルバム
- ザ・ハングマン 燃える音楽簿（1998年2月4日）- 「あ・れ・か・ら」に加え、「あ・れ・か・ら」バリエーション版も収録。
- 原宿フォーク・グラフィティ 40（2007年10月24日）- 「あ・れ・か・ら」収録。
- 流星 YUI Seventies（2010年1月20日）- 「いくつもの星が流れ」収録。
- FORLIFE CLASSICS（2010年12月8日）- 「あ・れ・か・ら」収録。

## 出演番組
- JAM JAM OSAKA（ラジオ大阪）
- 日産バージョンアップサウンド（西日本放送ラジオ ）